# Свет (Краснодарский край)
Свет — хутор в Крымском районе Краснодарского края Российской Федерации. Входит в состав Варениковского сельского поселения.

## География
Находится в пределах Кубано-Приазовской низменности, между рекой Псебепс (с востока) и автодорогой 03К-285 (с запада).

## Население
| 1999 | 2002 | 2010 |
| ---- | ---- | ---- |
| 151  | ↗156 | ↘113 |

## Инфраструктура
Личное подсобное хозяйство с зоной сельскохозяйственного использования, индивидуальная застройка усадебного типа.
Основа экономики — сельское хозяйство.

## Транспорт
Остановка общественного транспорта «Баранцовское». 